# Туг
Туг (азерб. Tuğ) — село в Ходжавендском районе Азербайджана. Является центром Тугского сельского административно-территориального округа.

## Топонимика
Согласно Энциклопедическому словарю топонимов Азербайджана, ойконим связан с племенем туг тюркоязычных кипчаков, которые жили в VI веке в Туркестане, затем в Кыпчакской степи. Затем постепенно расселились на большой территории. На территории  Азербайджана под этим названием присутствует село Туг, река Туг, минеральный родник Туг, гора Туг и другие объекты. В Туркменистане расположена гора Туг. На Северном Кавказе есть река Тук.

## Общие сведения
Село Туг является центром Тугского сельского административно-территориального округа Ходжавендского района. При этом, в состав этого сельского административно-территориального округа входят также сёла Атагут, Агдам, Сусанлыг.

## География
Село расположено у подножий Карабахского хребта, в 41 км к северо-западу от посёлка Гадрут, на склонах реки Ишхан, на высоте 742 м.
Вблизи этого села расположены самые известные палеолитные лагери на территории Азербайджана — пещеры Азых и Таглар. На западе от села расположена гора Туг, которую также называют Тугдаг. Высота горы составляет 1471 м.

## История

### Ранний период
Точная дата основания села не ясна. Известно лишь то, что возле села имелась крепость Ктиш (Гтич), которая принадлежала армянскому князю Дизака, называемому арабами Есаи абу Мусе. Одно из первых упоминаний о ней относится к IX веку когда крепость была осаждена, как сообщает средневековый автор:
Тогда Буга пошел на Ису ибн-Юсуфа (Есаи абу Мусе), который находился в крепости Ктиш (Катиш) Байлаканской провинции
В XVI веке владетелями Дизака становятся Гукас и его сын Аван из рода Лорис-Меликянов, переселившиеся сюда из села Арту провинции Лори и сделавшие Туг столицей своего княжества. Здесь князь Гукас «восстановил монастырь Гтич, основал обитель и поселился в том же монастыре. А сын, мелик Аван, в селе Тох воздвиг великолепную церковь и укрепил поселение обводными стенами Построенный им в том же селе прекрасный дворец, украшенный армянскими надписями, сохраняется и сегодня».
Раффи в своей книги «Меликства Хамсы» говоря о меликах Карабаха отмечает, что «крепость мелика Дизака находилась в селе Тох, возле монастыря Гтич, возвышающегося до самих небес».

Во время правления мелика Есаии, княжество Дизак находилось в состоянии войны с персидским шахом, по приказу которого Казим-хан вместе с Панах-ханом во главе многочисленного войска осадили крепость Тох. Несмотря на численное превосходство, все попытки персов овладеть крепостью были тщетны. Как отмечает Раффи:
Тот, кто видел Тох, понимает, что многочисленность вражеского войска не могла испугать мелика Есаи, так как могущественному противнику вместе с его храбрыми воинами противостояло и неприступное расположение крепости.

### С XIX века
В период Российской империи село Туг (Тугъ) находилось в составе Шушинского уезда Елисаветпольской губернии.
В период СССР село Туг являлось центром Тугского сельсовета Гадрутского района Нагорно-Карабахской автономной области Азербайджанской ССР.
2 сентября 1991 года на совместной сессии Нагорно-Карабахского областного и Шаумяновского районного Советов народных депутатов была принята Декларация о провозглашении Нагорно-Карабахской Республики в границах Нагорно-Карабахской автономной области (НКАО) и сопредельного Шаумяновского района Азербайджанской ССР.
26 ноября 1991 года Верховный Совет Азербайджана принял Закон «Об упразднении Нагорно-Карабахской автономной области Азербайджанской Республики». Согласно данному закону помимо упразднения Нагорно-Карабахской Автономной Области (НКАО), было постановлено также и переименование Мартунинского района в Ходжаведский, упразднение Гадрутского района и присоединение территории Гадрутского района в состав Ходжавендского района. В настоящее время село Туг является центром Тугского сельского административно-территориального округа Ходжавендского района Азербайджана.
В результате Карабахского конфликта село по одним данным 30 октября 1991 года, по некоторым другим данным 31 октября 1991 года, а по некоторым третьим данным в ночь с 30 по 31 октября 1991 года было занято армянскими вооружёнными формированиями и попало под контроль непризнанной Нагорно-Карабахской Республики (НКР). В результате конфликта более 230 домов и общественных зданий было сожжено.
Согласно административно-территориальному делению непризнанной республики село называлось Тох (арм. Տող) и входило в состав Гадрутского района НКР.
Согласно докладу правозащитного центра «Мемориал», в годы Первой карабахской войны в результате боевых действий армянских вооруженных формирований жители-азербайджанцы были вынуждены покинуть село Туг.

### С 2020 года
9 ноября 2020 года в ходе Второй карабахской войны Президент Азербайджана Ильхам Алиев объявил о возвращении Вооружёнными силами Азербайджана контроля над селом Туг. 12 ноября Министерство обороны Азербайджана опубликовало кадры, на которых, как утверждает, запечатлено село Туг под контролем Азербайджана.
5 мая 2023 года село посетил Президент Азербайджана Ильхам Алиев, который заложил фундамент Административного центра в селе, первого жилого квартала.

## Население
По переписи 1823 года — армянское село с населением 78 семейств.
По данным Кавказского календаря на 1885 год, в 1884 году население села составляло 1 142 человека, в основном армяне.
Согласно одиннадцатому выпуску «Сборника материалов для описания местностей и племен Кавказа» (1891) в селе проживало: армян —1 422 чел., азербайджанцев (указывались как «татары») — 242 чел..
Согласно Кавказскому календарю на 1910 г., население села к 1908 г. составляло 1 995 человек, в основном армян. В 1911 году — 1 668 человек, так же со значительным преимуществом армянского населения;
В 1921 году в селе жили 1 589 человек, все армяне.
По состоянию на 1 января 1933 года в селе проживало 1630 человек (361 хозяйство). 93,9 % населения всего Тугского сельсовета, куда помимо Туга входили ещё сёла Сусанлык и Цакури (ныне Хунерли) составляли армяне.
Об азербайджанском населении Туга говорится также в докладе правозащитной организации «Мемориал».
Согласно переписи 2005 года население села составляло 700 человек.

## Экономика
В период СССР население села занималось виноградарством, зерноводством, овощеводством, шелководством и животноводством. В селе действовали средняя школа, дом культуры, библиотека, больница.

## Достопримечательности
16 июня 2023 года историческая территория села Туг была объявлена государственным историко-архитектурным и природным заповедником.
В селе находятся более 50 памятников архитектуры исторического значения.
- Крепость Ки-тыш или Туг расположена на вершине одноимённой горы Туг, напротив храма Ки-тыш. Крепость бывшая в раннем средневековья как одна из самых неприступных укреплений Карабаха, была резиденцией наместников Дизакского магала. Крепость окружена неприступными скалами с севера, отвесными скалами с юга и запада и оборонительными сооруженями с восточной строны. АЗЕРТАДЖ сообщает, что Крепость в IX веке была резиденцией некоего Эсаи Абу-Мусы[7].
- Храм Ки-тыш расположен ниже по северо-восточному склону горы Туг, среди густых лесов. Купол храма хорошо виден издалека. Считается, что этот храм был одним из политических и духовных центров восточной части Карабаха. Храм действовал как центр Албанской епархии. С VIII века дизакские наместники покровительствовали храму. Храм был расширен новыми постройками в середине XIII века, и стал одним из знаменитых монастырских комплексов на территории Карабаха. На стенах храма сохранились эпиграфические надписи и ценные сведения XIII века. Как сообщает АЗЕРТАДЖ, в период контроля над селом непризнанной НКР часть этих надписей были частично стерты и дополнены другими надписями уже на армянском языке. При этом, как сообщает АЗЕРТАДЖ, надпись на северной стене храма является фальсификацией. В главном здании комплекса было построено из блоков, вырезанных из желтоватого камня из местных карьеров. Купол храма держится на арках которые возвышаются над колоннами. Окна обрамлены прямоугольными художественными орнаментами по периметру. Внутренние и внешние же стены храма мало декорированы. Некоторые элементы храма схожи с Амарасским и Гандзарским монастырями. Как сообщает АЗЕРТАДЖ, в 2007 году властями непризнанной НКР форма памятника была изменена. АЗЕРТАДЖ сообщает, что многие орнаменты были уничтожены, каменные письмена были извлечены и доставлены в музей Матенадаран Еревана[7].
- Княжеский дворец меликства Дизака, проводились раскопки крепости[37]
- На расстоянии 4-5 км от села находится заброшенный монастырь X—XIII веков Гтичаванк.
- Церковь Сурб Степаноса — XIII век[38]
- Церковь Сурб Ованеса — XIII век[38]
- Аквапарк

Вблизи села Туг расположены самые известные палеолитовые лагеря на территории Азербайджана — Азыхская и Тагларская пещеры. Согласно исследованиям, люди здесь жили ещё 1.5 миллиона лет назад.
На территории села есть несколько кавказско-албанских христианских памятников средневековья.
На территории села расположены Красный храм, относящийся к 1000 году, храм 1197 года, храм XIII века, храм 1747 года, находящиеся на территории села и мост XVIII вблизи села Туг.
В селе есть родник, сохранившийся и после Карабахского конфликта. Родник построен из местных камней и известкового раствора. Его размеры  составляют 5,9 метра в длину, 4,7 метра в ширину и 3,1 метра в высоту.

## Образование
В селе Туг действует школа. Она была основана в 1885 году азербайджанским поэтом Мир-Мехди Хазани. В этой школе преподавали окончившие Горийскую учительскую семинарию Мустафа Джахангиров, Мирза Гара Магеррамов, Абдулла бек Мелик-Асланов, Мамед бек Мелик-Eганов, а также окончивший Казанский университет Аскер бек Эйвазов.
За более чем 100 лет деятельности школы, там учились многие будущие учёные, государственные деятели, военные, деятели культуры и искусства. Одним из выпусников этой школы был доктор технических наук Мелик-Асланов, Худадат-бек Ага оглы, который в дальнейшем стал министром железнодорожного транспорта, а также почты и телеграфа, членом парламента Азербайджанской Демократической Республики, затем занимавшийся преподавательской деятельностью в вузах.
Школа до 1978 года действовала в старом здании. В 1975—1978 годах для школы было построено новое здание. Согласно АЗЕРТАДЖу, во время Первой карабахской войны оно сгорело.

## Галерея

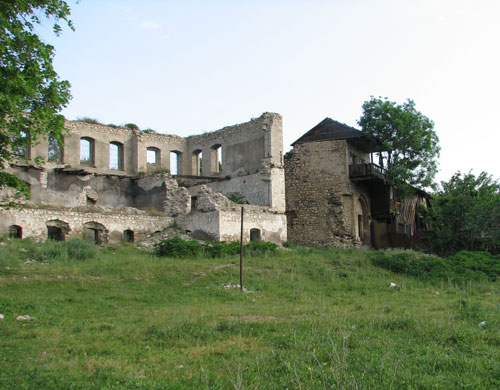
Руины дома Мехти бека Мелик-Асланова
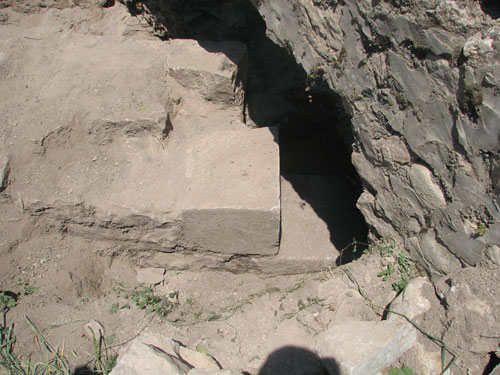
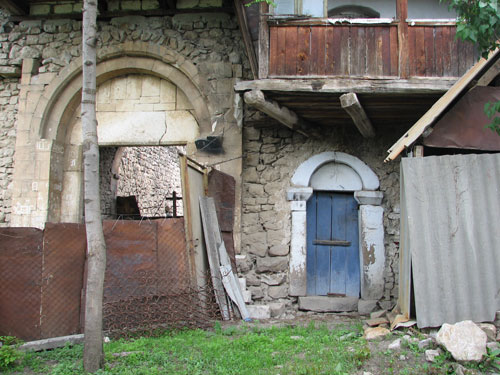
Вход во Дворец Мелика
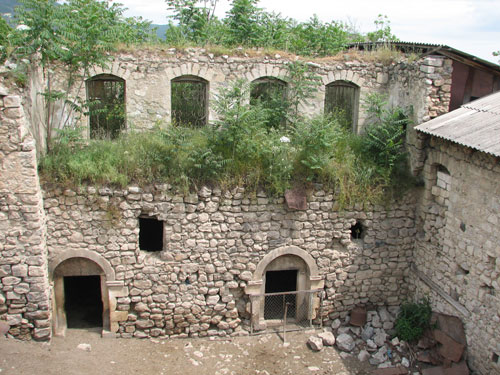
Приёмный зал Дворца Мелика
Pаскопки крепости